# 코미페르먀크 자치구

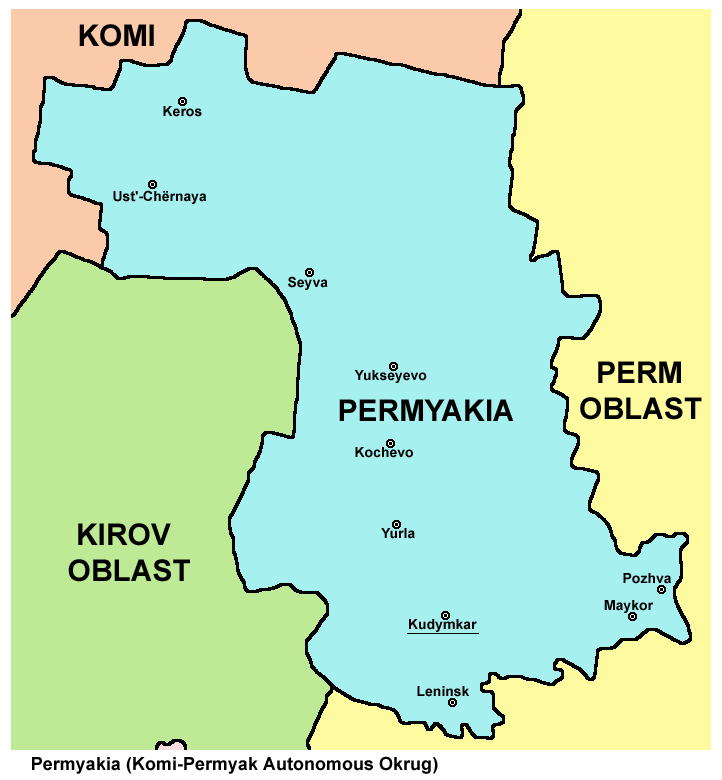

코미페르먀크 자치구의 기

코미페르먀크 자치구(러시아어: Ко́ми-Пермя́цкий автоно́мный о́круг, 코미어: Перым-Коми автономия кытш, 코미페르먀크어: Коми-Пермяцкöй автономнöй округ)는 러시아의 자치구였다. 페름 주의 일부에 속했고, 중심지는 쿠딤카르였다. 면적은 32,770 km2이고, 우랄산맥에 위치해 있었다. 카마 강이 흐른다. 2005년 12월 1일 페름 주와 함께 페름 지방으로 통합되었다. 인구는 13만6,076명(2002년 조사)였다.

## 지리

### 시간대
코미페르먀크 자치구는 예카테린부르크 시간대(YEKT/YEKST)에 속해있었다. UTC와의 시차는 +0500 (YEKT)/+0600 (YEKST)이다.

## 행정구역

### 군
- 가인스키 군 (Гайнский)
- 코쳅스키 군 (Кочевский)
- 코신스키 군 (Косинский)
- 쿠딤카르스키 군 (Кудымкарский)
- 유를린스키 군 (Юрлинский)
- 유시벤스키 군 (Юсьвенский)

## 주민
인구 (2002년): 13만6,076명
주민:
2002년 주민 조사에서 대부분의 주민이 코미페르먀크인(80,327명, 59%)이고, 러시아인(51,946명, 38%)이 그 다음을 차지했다. 타타르족(1,100명, 0.8%), 우크라이나인(706명 0.51%), 벨라루스인(672명, 0.49%)였다.